# 细小金黄凤仙花
细小金黄凤仙花（学名：Impatiens xanthina var. pusilla）为凤仙花科凤仙花属下的一个变种。

## 扩展阅读
- 維基物種上的相關：细小金黄凤仙花